# Калиська (Влоцлавський повіт)
Калиська (пол. Kaliska) — село в Польщі, у гміні Любень-Куявський Влоцлавського повіту Куявсько-Поморського воєводства.
Населення — 595 осіб (2011).
У 1975-1998 роках село належало до Влоцлавського воєводства.

## Демографія
Демографічна структура станом на 31 березня 2011 року:
|          | Загалом | Допрацездатний вік | Працездатний вік | Постпрацездатний вік |
| -------- | ------- | ------------------ | ---------------- | -------------------- |
| Чоловіки | 293     | 62                 | 205              | 26                   |
| Жінки    | 302     | 55                 | 185              | 62                   |
| Разом    | 595     | 117                | 390              | 88                   |